# Paul Guillaume Farges
Paul Guillaume Farges (Monclar-de-Quercy, Tarn i Garona, 1844 – Chongqing, 1912) va ser un botànic i col·leccionista de plantes francès, missioner a la Xina.
L'any 1867 s'establí a la Xina, i residí al nord-est de Sichuan fins al 1903, quan es traslladà a Chongqing, on el trobà la mort.
Aplegà més de 4.000 mostres de plantes, moltes d'elles noves per a la ciència, que trameté al Museu Nacional d'Història Natural a París, on foren anomenades i descrites pel botànic Adrien René Franchet. De Farges és la primera (1897) introducció del kiwi (actinidia chinensis en aquell moment, actinidia deliciosa actualment) a Europa, per mitjà de les llavors que enviava al viver de Maurice Vilmorin  Arxivat 2008-03-14 a Wayback Machine..

## Plantes batejades en honor seu
Hom l'ha honorat posant el seu nom al gènere de bambús Fargesia i a diverses espècies vegetals: Abelia fargesii, Abies fargesii (o avet de Farges), Aralia fargesii, Arisaema fargesii, Bashania fargesii, Betula fargesii (o bedoll de Farges), Calanthe fargesii, Carpinus fargesii (o carpí de Farges), Catalpa fargesii, Clematis fargesii (Clematis "Paul Farges" com a nom comercial), Clethra fargesii, Corylus fargesii (o avellaner de Farges), Cypripedium fargesii, Decaisnea fargesii, Epigeneium fargesii, Geranium fargesii (o gerani de Farges), Habenaria fargesii, Heracleum fargesii, Ilex fargesii, Lilium fargesii (o lliri de Farges), Lonicera fargesii, Paris fargesii, Paulownia fargesii, Rhododendron fargesii, Scrophularia fargesii, Torreya fargesii, Veronica fargesii, Viscum fargesii (o viscum de Farges).